# Paula Klamburg
Paula Klamburg Roque (Barcellona, 20 settembre 1989) è una sincronetta spagnola medaglia di bronzo ai Giochi olimpici di Londra 2012.

## Carriera
Entrata a far parte della squadra spagnola a partire dai mondiali di Roma 2009, Paula Klamburg ha subito iniziato a vincere le sue prime medaglie di rilievo. In seguito ha partecipato ai Giochi di Londra 2012 vincendo la medaglia di bronzo nella gara a squadre. 
Dopo il ritiro di Andrea Fuentes, avvenuto nel 2013, ha iniziato a gareggiare anche nel duo, specialità nella quale ha vinto la medaglia di bronzo agli europei di Berlino 2014 insieme ad Ona Carbonell.

## Palmarès
- Giochi Olimpici

Londra 2012: bronzo nella gara a squadre.
- Mondiali di nuoto

Roma 2009: oro nel combinato a squadre, argento nella gara a squadre (programma libero e tecnico).
Shanghai 2011: bronzo nella gara a squadre (programma libero e tecnico).
Barcellona 2013: argento nella gara a squadre (programma libero e tecnico) e nel combinato.
- Europei di nuoto

Budapest 2010: argento nella gara a squadre e nel combinato.
Eindhoven 2012: oro nella gara a squadre e nel combinato.
Berlino 2014: argento nel combinato a squadre, bronzo nel duo e nella gara a squadre.